# Grupo Pichincha
El Grupo Pichincha es uno de los mayores grupo financieros del Ecuador. Fundado en 1906, cuenta con 63 empresas especializadas, una agencia en Miami y un banco en Nasáu, Bahamas.

## Empresas del Grupo
Entre las empresas que conforman el Grupo Pichincha se encuentran:
Banco Pichincha, Banco Pichincha Perú, Banco Pichincha España, Banco Pichincha Colombia, Banco Pichincha Panamá, Almacenera Almesa, Seguros del Pichincha, Servicios Financieros Interdín, Inmobiliaria Bocha20, Servicios Informáticos Pichincha Sistemas, Casa de Valores Picaval, Administradora de Fondos Fondos Pichincha, Sociedad de Servicios Financieros Amerafin, Sistema de Autofinanciamiento de Vehículos Consorcio Pichincha, Servicios Financieros Credife Desarrollo Microempresarial, Servicios de Financiamiento de Vivienda Ecuhabitat, Inmobiliaria Nederlandia, Banco Pichincha Ltd. Bahamas, Banco Pichincha Miami Agency, Servicios Financieros Procimag y Medicina del Futuro Ecuador Medicalfe S.A.

## Grupo Diners
El subgrupo Diners no consta como parte del Banco, sino que conforma otro grupo, al cual se le reconoce la propiedad solamente de la Tarjeta de Crédito Diners Club y la Administradora de Tarjetas Optar del Ecuador.

## Otras instituciones
En un cuadro de análisis de información que publicó la revista Gestión en junio del 2004, se incluye dentro de Grupo Pichincha al Banco Rumiñahui (banco extraoficial de las Fuerzas Armadas del Ecuador).
Según el diario El Comercio, el Banco de Loja es también parte del Grupo Pichincha.

## Divisiones y marcas
- Banco Pichincha

- Banco Pichincha Ecuador
- Banco Pichincha Colombia
- Banco Pichincha Perú
- Banco Pichincha Panamá
- Banco Pichincha España
- Banco Pichincha Miami

- Diners Club

- Diners Club Ecuador
- Diners Club Perú
- Discover Ecuador
- Club Deportivo Universidad Católica
- Estadio Monumental Banco Pichincha

- Datos: Q6440687